# Лисовой, Николай Николаевич
Никола́й Никола́евич Лисово́й (23 октября 1946, Станислав — 7 января 2019, Москва) — советский и российский философ и историк церкви, писатель

, публицист, автор телевизионных фильмов, общественный деятель. Член Императорского православного палестинского общества с 1974 года, заместитель председателя ИППО. Член Союза писателей России (1992). Кандидат философских наук, доктор исторических наук. Один из авторов «Православной энциклопедии».

## Биография
Родился 23 октября 1946 года в городе Станислав. С 1967 года работал в Институте прикладной математики АН СССР; с 1974 года — в Институте иностранных языков имени М. Тореза; с 1975 года — на филологическом факультете МГУ; с 1981 по 1995 годы — в Государственном историческом музее.
С 1995 года — старший, затем ведущий, научный сотрудник Института российской истории РАН. Главный научный сотрудник Центра истории религии и церкви.
С 1969 года внештатно сотрудничал с Издательским отделом МП, печатаясь в издании РПЦ «Журнал Московской Патриархии» под псевдонимом «А. Вольгин» или анонимно.
Во второй половине 1990-х годов вёл ежедневную телепередачу «Православный календарь» на канале РТР.
Жена — актриса Наталья Величко (1941—2022).
Скончался 7 января 2019 года в Москве на 73-м году жизни. Похоронен на Даниловском кладбище.

## Научная деятельность
В 1977 году защитил диссертацию на соискание учёной степени кандидата философских наук по теме «Философский анализ современных концепций времени в физике и космологии» (специальность 09.00.08 — «Философия науки и техники»).
В 2007 году в Институте всеобщей истории РАН защитил диссертацию на соискание учёной степени доктора исторических наук по теме «Русское духовное и политическое присутствие в Святой Земле и на Ближнем Востоке в XIX — начале XX в.» (специальность 07.00.02 — «Отечественная история»). Официальные оппоненты — доктор исторических наук, профессор, член-корреспондент РАН С. П. Карпов, доктор исторических наук А. В. Игнатьев и доктор исторических наук И. М. Смилянская. Ведущая организация — Российская академия государственной службы при Президенте РФ.

## Награды
- орден св. Владимира III степени
- орден св. Даниила III степени
- Макариевская премия

## Публикации
- Памяти епископа Виссариона (Нечаева) // Журнал Московской Патриархии. 1972. — № 2. — С. 70—78. — Подписано псевдонимом: А. Вольгин.
- Из поучений и примеров достоподражательной жизни преподобного Аввы Евфимия Великого // Журнал Московской Патриархии. 1973. — № 7. — С. 73-77; № 8. — С. 75—76; 1974. — № 8. — С. 50—52 (без указания авторства)
- Сингулярность, направление времени и развитие Вселенной // Философские проблемы астрономии XX века. — М., «Наука», 1976.
- Житие преподобной Марии Египетской // Журнал Московской Патриархии. 1976. — № 3. — С. 40-47 (без указания авторства)
- Свт. Иоанн IV Постник, патриарх Константинопольский // Настольная книга священнослужителя. Т. 2. Месяцеслов. Сентябрь-февраль. — М., 1978. — С. 15-16; (без указания авторства)
- преп. Афанасий Серпуховской // Настольная книга священнослужителя. Т. 2. Месяцеслов. Сентябрь-февраль. — М., 1978. — С. 63-66; (без указания авторства)
- св. князь Феодор Чёрный // Настольная книга священнослужителя. Т. 2. Месяцеслов. Сентябрь-февраль. — М., 1978. — С. 87-91; (без указания авторства)
- св. князь Игорь Черниговский // Настольная книга священнослужителя. Т. 2. Месяцеслов. Сентябрь-февраль. — М., 1978. — С. 91-93; (без указания авторства)
- преп. Иосиф Волоцкий // Настольная книга священнослужителя. Т. 2. Месяцеслов. Сентябрь-февраль. — М., 1978. — С. 193—201; (без указания авторства)
- свт. Иларион, митрополит Киевский // Настольная книга священнослужителя. Т. 2. Месяцеслов. Сентябрь-февраль. — М., 1978. — С. 206—209; (без указания авторства)
- св. князь Александр Невский // Настольная книга священнослужителя. Т. 2. Месяцеслов. Сентябрь-февраль. — М., 1978. — С. 317—322; (без указания авторства)
- свт. Геннадий, архиепископ Новгородский // Настольная книга священнослужителя. Т. 2. Месяцеслов. Сентябрь-февраль. — М., 1978. — С. 359—362; (без указания авторства)
- свт. Филипп, митрополит Московский // Настольная книга священнослужителя. Т. 2. Месяцеслов. Сентябрь-февраль. — М., 1978. — С. 477—481 (без указания авторства)
- Св. князь Василько Ростовский // Настольная книга священнослужителя. Т. 3. Месяцеслов Март-август. — М., 1979. — С. 23-26; (без указания авторства)
- Албазинская икона Божией Матери // Настольная книга священнослужителя. Т. 3. Месяцеслов Март-август. — М., 1979. — С. 49 (без указания авторства)
- св. князь Ростислав Киевский // Настольная книга священнослужителя. Т. 3. Месяцеслов Март-август. — М., 1979. — С. 70-73; (без указания авторства)
- Феодоровская икона Божией Матери // Настольная книга священнослужителя. Т. 3. Месяцеслов Март-август. — М., 1979. — С. 73-76; (без указания авторства)
- св. князь Довмонт Псковский // Настольная книга священнослужителя. Т. 3. Месяцеслов Март-август. — М., 1979. — С. 341—344; (без указания авторства)
- Положение Ризы Божией Матери // Настольная книга священнослужителя. Т. 3. Месяцеслов Март-август. — М., 1979. — С. 498—502; (без указания авторства)
- свт. Фотий, митрополит Киевский // Настольная книга священнослужителя. Т. 3. Месяцеслов Март-август. — М., 1979. — С. 502—504; (без указания авторства)
- свт. Анатолий, патриарх Константинопольский // Настольная книга священнослужителя. Т. 3. Месяцеслов Март-август. — М., 1979. — С. 509—510; (без указания авторства)
- св. князь Андрей Боголюбский // Настольная книга священнослужителя. Т. 3. Месяцеслов Март-август. — М., 1979. — С. 514—519; (без указания авторства)
- Обретение мощей преподобного Сергия Радонежского // Настольная книга священнослужителя. Т. 3. Месяцеслов Март-август. — М., 1979. — С. 522—528; (без указания авторства)
- Явление Казанской иконы Божией Матери // Настольная книга священнослужителя. Т. 3. Месяцеслов Март-август. — М., 1979. — С. 535—539; (без указания авторства)
- св. равноап. княгиня Ольга // Настольная книга священнослужителя. Т. 3. Месяцеслов Март-август. — М., 1979. — С. 553—563; (без указания авторства)
- св. варяги-мученики // Настольная книга священнослужителя. Т. 3. Месяцеслов Март-август. — М., 1979. — С. 567—570; (без указания авторства)
- св. равноап. князь Владимир // Настольная книга священнослужителя. Т. 3. Месяцеслов Март-август. — М., 1979. — С. 576—583; (без указания авторства)
- память святых отцов шести Вселенских Соборов // Настольная книга священнослужителя. Т. 3. Месяцеслов Март-август. — М., 1979. — С. 587—591 (без указания авторства)
- Die russische theologische Wissenschaft // Die russische Orthodoxe Kirche. Berlin-New York, 1985. (Die Kirche der Welt. Bd. 19) (без указания авторства)
- Сквозь века, традиции и стили // Искусство стран Востока. — М., 1986. — С. 269—297.
- Текстуальные полонизмы Псалтири Фирсова 1683 г.: книжные заимствования или диалектизмы? // Русская региональная лексика XI—XVIII вв. — М., 1987. — С. 68-104. — В соавторстве.
- Остромирово Евангелие как исторический источник // Остромирово Евангелие 1056—1057. [Научное сопровождение к факсимильному изданию]. Л., 1988. — С. 12-14.
- Русская Православная Церковь: 988—1988. Очерки истории. Вып. 2. 1917—1988. — М., 1988. — С. 4-48 (без указания авторства)
- Проблема преемственности богословско-исторической концепции митрополита Макария // Уникальному памятнику русской культуры Благовещенскому собору Московского Кремля 500 лет. Тезисы научной конференции. — М., 1989. — С. 20-23.
- Русская Православная Церковь: 988—1988. Очерки истории. Вып. 1. I—XIX вв. — М., [1990.] С. 4-29. — На титульном листе год издания: 1988 (без указания авторства)
- Радонежская или Преподобного Сергия школа / «Русская энциклопедия» // Народное образование. 1990. — № 10. — С. 162—172.
- Рождество и возрождение // Московский строитель. 9-16 января 1990. — № 1. — С. 12-13.
- Святитель Феофан Затворник // Московский строитель. 23-30 января 1990. — № 3. — С. 13.
- Сретение Господне // Московский строитель. 20-27 февраля 1990. — № 7 С. 12.
- Благовещение Пресвятой Богородицы // Московский строитель. 3-10 апреля. 1990. — № 13. — С. 12.
- Последний очевидец. Памяти В. В. Шульгина // Московский строитель 15-21 мая 1990. — № 19. — С. 8-9.
- Три лика русской духовности. Статья 1. Сказание о Софии // Московский строитель. 12-19 июня 1990. — № 23. — С. 10-12.
- Три лика русской духовности. Статья 2. К Троице Живоначальной // Московский строитель. 17-24 июля 1990. — № 28. — С. 10-12.
- Школа Преподобного Сергия // Сергий Радонежский. (Сборник статей). — М., 1991. — С. 414—429.
- История Русской Церкви в трудах Н. М. Карамзина // Забелинские научные чтения, посвященные 225-летию Н. М. Карамзина. Тезисы докладов. — М., ГИМ. 1991. — С. 9-11.
- Игумен Русской земли. К 650-летию пострижения Сергия Радонежский // Российский календарь знаменательных дат. — М., 1991. — № 8. — С. 9-11.
- Архимандрит Леонид (Кавелин) // Российский календарь знаменательных дат. — М., 1991. — № 9. — С. 54-56.
- Владимир Креститель // Наш современник. 1991. — № 10. — С. 170—174.
- Звезда Вифлеема // Домострой. 1-15 января 1991. — № 1. — С. 14.
- «Сохрани мою речь…» (К 100-летию со дня рождения О. Э. Мандельштама) // Советская Россия. 16 января 1991. — № 11 (10462). — С. 6.
- Книга, глаголемая «Домострой» // Домострой. 1-15 января 1991. — № 1. — С. 8 (без указания авторства)
- Пути исцеления // Домострой. 29 января 1991. — № 3. — С. 8.
- О праведной жизни // Домострой. 5 февраля 1991. — № 4. — С. 8 (без указания авторства)
- Русь бережливая // Домострой. 12 февраля 1991. — № 5. — С. 8 (без указания авторства)
- Петр и Достоевский // Домострой. 19 февраля 1991. — № 6. — С. 14-15.
- «Мариино стояние» // Домострой. 19 марта 1991. — № 10. — С. 12-13.
- Князь Хилков: выбор веры // Домострой. 26 марта 1991 г. — № 11. — С. 12-13.
- Воскресение Огня и Света // Домострой. 2-9 апреля 1991. — № 12. — С. 12-13.
- Пасха и Кириопасха // Домострой. 2-9 апреля 1991. — № 12. — С. 14.
- Красная Горка // Домострой. 9-16 апреля 1991. — № 13. — С. 8 (без указания авторства)
- Корни уходят в небо: правда Вознесения // Домострой. 14 мая 1991. — № 18. — С. 8-9.
- Рождённый на Вознесение [А. С. Пушкин] // Домострой. 4 июня 1991. — № 21. — С. 10-11.
- Парад Победы: 22 июня 1941 — 24 июня 1945 // Домострой. 18 июня 1991. — № 23. — С. 8-9.
- В чрезвычайных условиях. Государственный Комитет Обороны // Домострой. 18 июня 1991. — № 23. — С. 12-13 (без указания авторства)
- Из семейного альбома // Домострой. 18 июня 1991. — № 23. — С. 16.
- Строитель великой России [О святом князе Андрее Боголюбском] // Домострой. 16 июля 1991. — №.27. — С. 8-9.
- Красный марш гильотины // Домострой. 9 июля 1991. — № 26. — С. 12-13.
- Княгиня Ольга: у истоков Русской Церкви и русской державы // Домострой. 23 июля 1991. — № 28. — С. 8-9.
- Есть ли в бурях покой? К 150-летию со дня гибели М. Ю. Лермонтова // Домострой. 20 августа 1991. — № 32. — С. 10-11.
- Песнь Успенская // Домострой. 3 сентября 1991. — № 34. — С. 8-9.
- Русское спасение. Беседа с архимандритом Иннокентием (Просвирниным) о Патриархе Сергии и его духовном наследии // Домострой. 10 сентября 1991. — № 35. — С. 11-12.
- Дочь Человеческая [О празднике Рождества Богородицы] // Домострой. 24 сентября 1991. — № 37. — С. 10.
- Крестное Древо // Домострой. 1 октября 1991 г. — № 38. — С. 8-9.
- Троице-Сергиева Лавра // Домострой. 8 октября 1991. — № 39. — С. 12
- Под покровом Богородицы //Домострой. 15 октября 1991. — № 40. — С. 8-9. — В соавторстве.
- Огненный фокус. (К 100-летию со дня кончины святого старца Амвросия Оптинского) // Домострой. 22 октября 1991. — № 41. — С. 8-9.
- «Всели в себя Бога». Из жизни и заветов святого праведного Иоанна Кронштадтского // Домострой. 29 октября 1991. — № 42. — С. 12-13.
- Нестор Летописец: концепция будущего // Домострой. 12 ноября 1991 № 44. — С. 8-9.
- Два пророка: Достоевский и Леонтьев о «всемирной любви», России и Европе. (Два письма Татьяне Глушковой) // Домострой. 26 ноября 1991. — № 46. — С. 12-13; То же // Глушкова Т. М. Встречи. СПб., 2004. — С. 138—158.
- Николин день // Домострой. 31 декабря 1991. — № 51. — С. 12.
- Ключ к Вифлеему // Православный Палестинский Сборник. Вып. 31 (92). — М., 1992. — С. 3-6.
- Воля к спасению // Иоанн Кронштадтский. (Сборник статей). — М., 1992. — С. 367—379; То же // «Берегите святыню нашу» (Сборник статей). — М., 1993. — С. 37-50; То же // Иоанн Кронштадтский. — М., 1998. — С. 9-20; То же // Молодая гвардия. 2003. — № 7-8. — С. 80-92.
- Богоявление и Крещение // Домострой. 14 января 1992. — № 2. — С. 8-9.
- Максим Грек // Домострой. 28 января 1992. — № 4. — С. 8-9.
- Димитрий Прилуцкий. К 600-летию со дня кончины // Домострой.18 февраля 1992. — № 7. — С. 8-9.
- Воспоминание о Страшном Суде // Домострой. 25 февраля 1992. — № 8. — С. 8-9.
- Таинство поста // Домострой. 24 марта 1992. — № 12. — С. 7.
- Святой Василько Ростовский // Домострой. 24 марта 1992. — № 12. — С. 11.
- Благовещение // Домострой. 7 апреля 1992. — № 14. — С. 8 (без указания авторства)
- Русские люди. К 80-летию со дня смерти А. С. Суворина // Домострой. 19 мая 1992. — № 20. — С. 9; То же // Розанов В. В. Из припоминаний и мыслей об А. С. Суворине / Предисловие. — М., 1992. — С. 5-7.
- Третий Всероссийский. (О III Всероссийском фестивале православных фильмов) // Домострой. 26 мая 1992. — № 21. — С. 11.
- У истоков славянской миссии: князь Аскольд, Кирилл и Мефодий // Домострой. 26 мая 1992. — № 21. — С. 10; 23 июня 1992 г. — № 25. — С. 11.
- На нашей улице — праздник! (О днях славянской письменности) // Домострой. 9 июня 1992. — № 23. — С. 13.
- Всея России Чудотворец. Сказание о трудах и подвигах Сергия Радонежского (К 600-летию кончины) // Домострой. 14 июля 1992. — № 28. — С. 8-9.
- Строитель Святой Руси [О святом равноапостольном князе Владимире] // Домострой. 4 августа 1992. — № 31. — С. 12; 11 августа 1992. — № 32. — С. 12.
- Православное кино // Искусство кино. 1992. — № 9. — С. 162—165.
- Город верующего разума [О Сергиевом Посаде и Московской Духовной Академии] // Домострой. 6 октября 1992. — № 40. — С. 15.
- Собор Михаила Архангела // Домострой. 17 ноября 1992. — № 46. — С. 12.
- Василий Болотов и загадка «Михайлова дня». (К 100-летию одного открытия) // Домострой. 24 ноября 1992. — № 47. — С. 12; 1 декабря 1992. — № 48. — С. 11.
- Чудо поэзии. К 100-летию со дня смерти А. А. Фета // Домострой. 29 декабря 1992. — № 52. — С. 13.
- В. В. Шульгин: человек, политик и мыслитель // Международная научная конференция «Культурное наследие русской эмиграции: 1917—1940-е годы». Сборник материалов. — М., РАН. «Конгресс соотечественников». 1993. — С. 92.
- Рождение Бога в человеке // Домострой. 5 января 1993. — № 1. — С. 9 (без указания авторства)
- Две книги — два мировоззрения // Домострой. 5 января 1993. — № 1. — С. 12.
- Национализм: хорошо ли это? // Домострой. 12 января 1993. — № 2. — С. 8-9.
- Город Святой Агафьи // Домострой. 16 февраля 1993. — № 7. — С. 8.
- Торжество Православия. Празднику иконопочитания — 1150 лет // Домострой. 2 марта 1993. — № 9. — С. 12.
- Наследие Бенедикта [О преподобном Венедикте Нурсийском и ордене бенедиктинцев] // Домострой. 23 марта 1993. — № 12. — С. 11.
- Святая Плащаница // Домострой. 13 апреля 1993. — № 15. — С. 10.
- Девятое мая: дуэль под грохот салютов // Домострой. 4 мая 1993. — № 18. — С. 10-11.
- Победоносец: история Всадника с московского герба // Домострой. 11 мая 1993. — № 19. — С. 10-11
- «Знай свой род». Размышления над книгой О. Н. Трубачева // Домострой. 18 мая 1993. — № 20. — С. 10.
- Народ Пресвятой Троицы // Домострой. 8 июня 1993. — № 23. — С. 12.
- Ибо время близко. Апокалипсис-93 // Домострой. 20 июля 1993. — № 29. — С. 12.
- Рождество Богородицы // Домострой. 21 сентября 1993. — № 38. — С. 12.
- Улыбка Вяльцевой // Домострой. 28 сентября 1993. — № 39. — С. 11.
- В распятом мире [О празднике Воздвижения] // Домострой. 28 сентября 1993. — № 39. — С. 12.
- Иверское сердце // Домострой. 24 октября 1993. — № 43. — С. 12.
- Образ будущего // Домострой. 7 ноября 1993. — № 45. — С. 12.
- Неупиваемая Чаша // Домострой. 1993. — № 48. — С. 12-13. — В соавторстве.
- Руководство к счастью: памяти Михаила Меньшикова. К 75-летию со дня гибели // Домострой. 21 декабря 1993. — № 51. — С. 12-13.
- Таинство Империи в историософии и поэзии. (К 190-летию со дня рождения Ф. И. Тютчева // Домострой. 28 декабря 1993. — № 52. — С. 12.
- Неоплатный долг [Памяти архимандрита Иннокентия (Просвирнина)] // Московское строительство. 19 июля 1994. — № 27. — С. 4.
- Русская Палестина: строительство продолжается // Московское строительство. 8 ноября 1994. — № 43. — С. 4.
- Под знаком Софии. (К предыстории идеи Третьего Рима) // Римско-константинопольское наследие на Руси: идея власти и политическая практика. IX Международный семинар исторических исследований «От Рима к Третьему Риму». Москва, 29-31 мая 1989 г. — М., 1995. — С. 58-64.
- Преображение Господне: иконография и смысл праздника // Синергия: Проблемы аскетики и мистики Православия. М. 1995. — С. 207—229.
- Хлудовская Псалтирь 843 года и русская иконографическая традиция // Исторический музей — энциклопедия отечественной истории и культуры. (Забелинские научные чтения 1993 г.). М" 1995. — С. 131—141. (Труды ГИМ. Вып. 87.)
- Видения «Других берегов». [Московская родня В. В. Набокова в неизвестных фотодокументах] // Московское строительство, 11 апреля 1995, № 15. — С. 4.
- Победоносцы // Московское строительство, 4 мая 1995, № 18. — С. 4.
- Бабушка // Московское строительство. 1995. — № 26. — С. 4; № 27. — С. 4; № 29. — С. 4.
- Торжества Владимирской // Московское строительство. 5 сентября 1995. — № 36. — С. 4; 12 сентября 1995. — № 37. — С. 4.
- Николыцина // Московское строительство. 19 декабря 1995. — № 51. — С. 4
- У истоков Русской державы // Святая Ольга. Владимир Святой. — М., 1996. — С. 9-36.
- Возраст созидания. К 70-летию со дня рождения митрополита Питирима (Нечаева) // Московское строительство. 10 января 1996. — № 2. — С. 4.
- Спас Нерукотворный. Из старомосковских впечатлений // Московское строительство. 27 августа 1996. — № 35. — С. 4.
- Дерягин [Памяти В. Я. Дерягина] // Образ. 1996. — № 2 (6).
- К датировке Мстиславова Евангелия // Мстиславово Евангелие XII века: Исследования. — М., 1997. — С. 710—719.
- Чудо Серафима // Преподобный Серафим Саровский. Сборник. М.,1997. — С. 9-18.
- Due epoche, due «Filokalie» // Kauchtschischwili N., Tachiaos A.-Al.N. e aa. w. Paisij, lo starec. Comunita di Bose, «Edizioni Qiqajon». 1997. — P. 183—216.
- Наши палестины // Родина. 1997. — № 5. — С. 67-72.
- Храмы Святой Земли. Наследие Русской Палестины // Московское строительство. 1997. — № 6, 8,11,13.
- Сердце Солоухина (Некролог) // Московское строительство. 15 апреля 1997. — № 15. — С. 4.
- Тайна Святого Огня // Московское строительство. 13 мая 1997. — № 19. — С. 4; То же // Religio. Восстановленная связь. 2000. — № 1. — С. 46-49.
- Москва-Иерусалим: русский юбилей на Святой Земле // Московское строительство. 22 апреля 1997. — № 16. — С. 4 (без указания авторства)
- Две эпохи — два Добротолюбия. (Преподобный Паисий Величковский и святитель Феофан Затворник) // Церковь в истории России. Сб. 2. — М., Институт российской истории РАН. 1998. — С. 108—178; То же (вариант исправл. и доп.) // Добротолюбие. Т. V. М. Изд. Сретенского монастыря. 2004. — С. 472—550.
- О данных месяцеслова как возможном датирующем признаке. (К уточнению времени создания Мстиславова Евангелия) // Историческому музею — 125 лет. Материалы юбилейной научной конференции. — М., 1998. — С. 238—246. (Труды ГИМ. Вып. 100.).
- Естественный стиль. Штрихи к биографии и творчеству М. О. Меньшикова // Меньшиков М. О. Выше свободы. Статьи о России. — М., 1998. — С. 411—431. — В соавторстве.
- Храмы Святой Земли. «Русское место» // Московское строительство. 27 января 1998. — № 4.С. 4.
- Благовещение в Назарете // Московское строительство. 7 апреля 1998. — № 14. — С. 4.
- Храмы Святой Земли. Архитектура францисканцев // Московское строительство. 22 сентября 1998. — № 38. — С. 4; 20 октября 1998. — № 42. — С. 4.
- Храмы Святой Земли. Ночная молитва // Московское строительство. 17 ноября 1998. — № 46. — С. 4.
- Храмы Святой Земли. Крестный Путь // Московское строительство. 1 декабря 1998. — № 48. — С. 4.
- Храмы Святой Земли. Гора Блаженств // Московское строительство. 8 декабря 1998. — № 49. — С. 4.
- Храмы Святой Земли. «Величит душа моя Господа» // Московское строительство. 15 декабря 1998. — № 50. — С. 4.
- Храмы Святой Земли. Воскрешение Лазаря // Московское строительство. 22 декабря 1998. — № 51. — С. 4.
- Храмы Святой Земли. «Слава в вышних Богу» // Московское строительство. 29 декабря 1998. — № 52. — С. 4.
- Наследие Русской Палестины // Россия и Святая Земля. Страницы истории. — М., 1999. — С. 73-98.
- Православие византийское, русское, вселенское // Москва. 1999. — № 1. — С. 152—159
- Русская Духовная Миссия в Иерусалиме: история и духовное наследие // Богословские труды. Сб. 35. К 150-летию РДМ в Иерусалиме (1847—1997). — М., 1999. — С. 36-51.
- Каноны совести и свобода Церкви // Научно-богословские труды по проблемам православной миссии. Белгород, 1999. — С. 262—265.
- Годы благодати. (Хроника двух тысяч лет христианской цивилизации) // Московская перспектива. 1999. — № 1-6, 8,10-14,17-20, 22.
- Возвращение англиканской церкви // Московская перспектива. 1999. — № 2. — С. 4 (без указания авторства)
- «Веселое дело работы»: К 60-летию Татьяны Глушковой // Московская перспектива. 21 декабря 1999. — № 51. — С. 4.
- К истории русского духовного присутствия в Святой Земле и на Ближнем Востоке // Труды Института российской истории РАН. Вып. 2. — М., 2000. — С. 56-89.
- Архимандрит Антонин (Капустин) — исследователь синайских рукописей. (По страницам дневника) // Церковь в истории России. Сб. 4. — М., 2000. — С. 197—225.
- Русское духовное присутствие в Святой Земле в XIX — начале XX вв. // Россия в Святой Земле: документы и материалы. — М., 2000. Т. I. — С. 12-42; То же // К Благодатному Огню. — М., 2002. — С. 195—234; То же //http://www.voskres.ru/idea/lsvl.htm
- Сводный каталог русских недвижимостей в Святой Земле // Россия в Святой Земле: документы и материалы. — М., 2000. Т. I. — С. 691—719. — В соавторстве.
- Храмы Русской Палестины // Россия в Святой Земле: документы и материалы. Т. II. М. 2000. — С. 589—612; То же // К свету. Вып. 19. — М., 2002. — С. 138—165.
- «Знай свой род». (Над страницами О. Н. Трубачева) // Отечественные лексикографы XVIII—XX века. — М., «Наука». 2000. — С. 488—498.
- Одерживающая верх. (Г. А. Богатова и её Словарь) // Русская историческая лексикография на современном этапе. К 25-летию издания Словаря русского языка XI—XVII вв. — М., 2000. — С. 149—158; То же // Доктор филологических наук Галина Александровна Богатова / Сост. Г. Н. Владимирская. — М., «Святитель Киприан». 2001. — С. 6-17.
- Церковное Предание и историческая реконструкция // Исторический Вестник. 2000. — № 7 (11). — С. 85-94.
- Византия: патриархи и императоры // Religio. 2000. — № 2. — С. 18-21.
- Нам нужна Победа! // Московская перспектива. 24 апреля 2000. — № 16. — С. 1-2 (без указания авторства)
- Воскрешение Храма, преображение России // Московская перспектива. 15 августа 2000. — № 33. — С. 3.
- Три Рима: таинство Империи // Три Рима. — М., 2001. — С. 7-16.
- Священный Рим // Три Рима. — М., 2001. — С. 112—144.
- Святыни Царьграда // Три Рима. — М., 2001. — С. 277—286.
- Песнь Успенская // Три Рима. — М., 2001. — С. 441—452.
- Русское дело в Святой Земле. (По материалам Архива внешней политики Российской империи) // Дипломатический ежегодник. 2001. — М., 2001. — С. 327—358
- «Святой Диоклетиан»: Империя и Церковь в римско-константинопольско-московской парадигме // Восточнохристианская цивилизация и восточнославянское общество в современном мире. М. Институт философии РАН, 2001. — С. 64-75.
- «Поэзии божественная власть» // Наш современник. 2001. — № 1" С. 37-39.
- Москва — Иерусалим: перспективы XXI века // Московская перспектива. 30 января 2001. — № 4. — С. 4.
- «Душа верна». (Памяти В. В. Кожинова) // Московская перспектива. 6 февраля 2001. — № 5. — С. 4.
- Подвиг памяти // Московская перспектива. 8 мая 2001. — № 18. — С. 1, 4.
- Смерть поэта (Памяти Татьяны Глушковой) // Московская перспектива. 8 мая 2001. — № 18. — С. 4.
- Код века // Московская перспектива. 28 августа 2001. — № 35. — С. 4; 26 февраля 2002. — № 8. — С. 4.
- Восемнадцатый век в истории русского монашества // Монашество и монастыри в России. XI—XX века. Исторические очерки. — М., «Наука», 2002. — С. 186—222.
- Императорское Православное Палестинское Общество и проблемы православного востоковедения // Культурное наследие Египта и христианский Восток. — М., Институт востоковедения РАН. 2002. — С. 177—192.
- Русская Церковь и Патриархаты Востока. (Три церковно-политические утопии XX в.) // Религии мира. История и современность. 2002. — М., «Наука», 2002. — С. 143—219.
- История и современное состояние Русской Духовной Миссии в Иерусалиме // К свету. Вып. 19. — М., 2002. — С. 118—138.
- Обзор основных направлений русской богословской академической науки в XIX — начале XX столетия // Богословские труды. Сб. 37. — М., 2002. — С. 5-127.
- «К почести вышнего звания»: Академия Российская и Русская Церковь // Словарь Академии Российской. Т. 3. — М., 2002. — С. 30-45.
- Барлуцци Антонио // Православная энциклопедия. Т. IV. — М., 2002. — С. 339—341. — В соавторстве.
- Последний очевидец [Предисловие] // Шульгин В. В. Последний очевидец. Мемуары. Очерки. Сны. — М., 2002. — С. 3-22.
- Поздний Шульгин. (Вместо послесловия) // Шульгин В. В. Последний очевидец. Мемуары. Очерки. Сны. — М., 2002. — С. 572—580.
- «Святой Диоклетиан»: таинство Империи // Трибуна русской мысли. 2002. — № 2. — С. 58-69.
- Тайна Святого Огня // К свету. Вып. 19. — М., 2002. — С. 165—175; То же // К единству. 2006. — № 3. — С. 12-16; № 4. — С. 14-15.
- Глазами победителей. [Предисловие] // Глушкова Т. М. После Победы М., 2002. — С. 7-20.
- Из истории паломничества. Игумен Даниил в Святой Земле // Православный паломник. 2002. — № 5(7). — С. 59-61; 2003. — № 1(8). — С. 58-61.
- Волхвующий зов. К 80-летию Федора Сухова // Российский литератор. Апрель 2002. — № 7 (34). — С. 6.
- Хранитель Вселенной // Московская перспектива. 2002. — № 14, 15, 16.
- Копье Судьбы // Московская перспектива. 2002. — № 17, 18.
- Тайна Грааля // Московская перспектива. 2002. — № 19, 21.
- Терновый Венец // Московская перспектива. 2002. — № 23.
- Дары Волхвов // Московская перспектива. 2002. — № 24, 25
- Русское присутствие в Святой Земле: учреждения, люди, наследие // Отечественная история. 2003. — № 2. — С. 19-37; № 3. — С. 84-103.
- Миротворческая парадигма русской мысли // Миротворчество в России. Церковь, политики, мыслители. — М., «Наука», 2003. — С. 4-27. — В соавторстве.
- «Президенты Палестины». Памяти первых председателей ИППО Великого Князя Сергия Александровича и Великой Княгини Преподобномученицы Елизаветы Федоровны // Православный Палестинский сборник. Вып. 100. — М., 2003. — С. 102—131.
- Василий Николаевич Хитрово — основатель Императорского Православного Палестинского Общества // Хитрово В. Н. К Животворящему Гробу Господню. Рассказ старого паломника. — М., 2003. — С. 5-59.
- Lo «starec» Makarij e l’attivita editoriale a Optina // Optina Pustyn' e la paternita spirituale. Edizioni Qiqajon. Comunita di Bose. 2003. P. 77-96.
- Афон и Россия: святоотеческий завет, национальный миф или вызов эпохи? // Русский предприниматель. 2003. — № 7-8 (16). — С. 80-83.
- Между Империей и Пустыней. (О чём спорили преподобные Иосиф Волоцкий и Нил Сорский) // Нескучный сад. 2003. — № 6. — С. 28-33.
- Служение Слову. Академик О. Н. Трубачев: ученый, человек, гражданин (Некролог) // Православный Палестинский сборник. Вып. 100. — М., 2003. С.288-291.
- Воскрешающая сила // Московская перспектива. 29 апреля 2003. — № 16. — С. 6.
- Век Серафима: Житие и Время. К 100-летию канонизации Преподобного // Московская перспектива. 2003. — № 28, 32, 33, 34.
- Святая Русь на Святой Земле // Московская перспектива. 30 сентября 2003. — № 38, 39, 40.
- Памяти митрополита Питирима // Московская перспектива. 11 ноября 2003. — № 44.
- После вечного боя. Памяти Юрия Кузнецова // Московская перспектива. 25 ноября 2003. — № 46.
- Патриархи подвига и жертвы // Патриархи Московские. — М., 2004. — С. 2-15.
- Патриарх в Империи и Церкви // Труды Института российской истории РАН. Вып. 4. — М., «Наука». 2004. — С. 40-78.
- Я. Н. Щапов и школа русского канонического права // Религии мира: История и современность. 2004. — М., «Наука». 2004. — С. 9-18.
- Империя и Церковь (диптих) // Религии мира: История и современность. 2004. — М., «Наука». 2004. — С. 234—272.
- Вениамин, игумен, основатель Вениаминовского подворья в Иерусалиме // Православная энциклопедия. Т. VII. — М., 2004. — С. 626—627.
- Вифания. (Церковное строительство в Вифании в XIX—XX вв.) // Православная энциклопедия. Т. VIII. — М., 2004. — С. 588—590.
- Вифлеем. (Русский участок в Вифлееме) // Православная энциклопедия. Т. VIII. — М., 2004. — С. 603.
- Виффагия // Православная энциклопедия. Т. VIII. — М., 2004. — С. 606—607
- Святыни Иерусалима и русско-эфиопские отношения конца Х1Х-на-чала XX вв. // Культурное наследие Египта и христианский Восток Вып. 2. — М., Институт востоковедения РАН. 2004. — С. 343—350; То же // Восточнохристианская цивилизация и проблемы межрегионального взаимодействия. — М., Институт философии РАН, 2004. — С. 77-88.
- «Сердце, вместившее Восток». К 200-летию со дня рождения епископа Порфирия (Успенского) // Православный паломник. 2004. — № 4 (17). — С. 55-60; № 5 (18). — С. 42-49; № 6 (19). — С. 50-57.
- Императорское Православное Палестинское Общество: русский след на Святой Земле // Церковь и время. 2004. — № 2. — С. 147—177.
- Русская Палестина // Православная Беседа. 2004. — № 1. — С. 32-35.
- Патриарх в Царстве и в Церкви: таинство православной державности // Россия Православная. 2004. — № 4. — С. 107—144.
- Империя, Церковь и русская идея // Православный паломник. 2004. — № 1 (14). — С. 53-55.
- «Вземляй грех мира» (О фильме Мэла Гибсона «Страсти Христовы») // Фома. 2004. — № 4 (21). — С. 30-33.
- Уверение неверующего или о том, как были найдены места евангельских событий в Иерусалиме // Фома. 2004. — № 5 (22). — С. 34-37.
- До и после Манежа. Памяти памятника // Московская перспектива. 23 марта 2004. — № 11. С 3.
- Время Благовещения // Московская перспектива. 6 апреля 2004. — № 13. — С. 4.
- Крест и Воскресение // Московская перспектива. 13 апреля 2004. — № 14. — С. 4.
- Светлые праздники, трагические годовщины // Московская перспектива. 1 июня 2004. — № 20. — С. 4.
- Саровская тайна // Московская перспектива. 10 августа 2004. — № 32. — С. 4 (без указания авторства)
- Из истории руководства Императорского Православного Палестинского Общества: четыре секретаря (М. П. Степанов — В. Н. Хитрово — А. П. Беляев — А. А. Дмитриевский) // Православный Палестинский сборник. Вып. 102. — М., 2005. — С. 6-35.
- Век Серафима: Житие и Время // Наследие Серафима Саровского и судьбы России. Материалы конференции. Москва-Саров, июнь 2004 г. — Нижний Новгород, 2005. — С. 276—316.
- Государство и Церковь: парадигмы Востока и Запада // Международная церковно-научная конференция «Православная Византия и латинский Запад. (К 950-летию разделения Церквей и 800-летию захвата Константинополя крестоносцами)». Москва, 26-27 мая 2004 г. Сборник материалов. — М., 2005. — С. 77-86.
- Паломничество в русской церковной традиции. Богословский и историко-литургический аспект // Первая общецерковная конференция «Православное паломничество: традиции и современность». Сборник материалов. — М., 2005. — С. 35-40.
- Великая княгиня Елизавета Федоровна — председатель Императорского Православного Палестинского Общества (1905—1917 гг.) // Отблеск Нетварного Света. (Материалы VI юбилейных Свято-Елизаветинских чтений). — М., 2005. — С. 69-93.
- Быть или не быть Православной Империи // Православная беседа. 2005. — № 2. — С. 20-23.
- Рождество и новая эра // Русский взгляд. 2005. — № 1.
- К святыням Православного Востока. О поездке делегации ИППО на Афон, в Святую Землю и Египет // Московская перспектива. 11 января 2005. — № 1-3
  - К святыням Православного Востока. О поездке делегации ИППО на Афон, в Святую Землю и Египет // Православный Паломник. 2005. — № 1 (20). — С. 10-16.
- Нам нужна Победа // Московская перспектива. 4 мая 2005. — № 17. — С. 1-2. Ср. — № 165.
- На пятнадцатой ступени. (К 15-летию со дня интронизации Святейшего Патриарха Московского и всея Руси Алексия II) // Московская перспектива. 2005. — № 22-24.
- Воздвижение // Московская перспектива. 27 сентября 2005. — № 39. — С. 4.
- Земля Рождества. Путь к Вифлеему // Православный паломник. 2005. — № 6 (25). — С. 19-25; 2006. — № 1 (26). — С. 32-36.
- Памяти митрополита Питирима (†4 ноября 2003 г.) // Православный Палестинский сборник. Вып. 102. — М., 2005. — С. 213—217.
- Феномен А. Н. Муравьева и русско-иерусалимские отношения первой половины XIX в. // Православный Палестинский сборник. Вып. 103. М. 2005, С. 4-20.
- Империя и Церковь в византийской и русской традициях // Духовные основы российской государственности / XII Международные Рождественские образовательные чтения. 28-29 января 2004 года. — М., 2005. — С. 92-109.
- Русские раскопки на Елеонской горе // Дмитревский С. М. Русские раскопки на Елеонской горе. — М., 2006. — С. 7-12.
- Архимандрит Антонин (Капустин) и строительство церкви в память императрицы Марии Александровны в Гефсимании на Елеонской горе // Строительство церкви святой Марии Магдалины на Елеонской горе в Иерусалиме в фотографиях из альбома Русской Духовной Миссии в Иерусалиме. 1885—1888. — М., 2006. — С. 9-20. — В соавторстве.
- Церковь святой Марии Магдалины в Гефсимании // Строительство церкви святой Марии Магдалины на Елеонской горе в Иерусалиме в фотографиях из альбома Русской Духовной Миссии в Иерусалиме. 1885—1888. — М., 2006. — С. 95-100.
- «Святой Диоклетиан»: святость власти и Империи в римско-константинопольско-московской парадигме // Проблема святых и святости в истории России. Материалы XX Международного семинара исторических исследований «От Рима к Третьему Риму». — М., 2006. — С. 62-81.
- Гефсиманский, во имя святой равноапостольной Марии Магдалины, монастырь // Православная энциклопедия. Т. XI. — М., 2006. — С. 436—438.
- Горненский монастырь // Православная энциклопедия. Т. XII. — М., 2006. — С. 122—125.
- А. Н. Муравьев и его роль в русско-иерусалимских отношениях 30-50-х гг. XIX века // Православный паломник. 2006. — № 3 (28). — С. 6-11.
- «Рыцарь Святой Земли»: А. Н. Муравьев и его наследие. (К 200-летию со дня рождения) // Библиотековедение. 2006. — № 5. — С. 76-83.
- Защитники status quo: русские дипломаты в Иерусалиме // Вестник Нижегородского университета. Сер. «Международные отношения, политология, регионоведение». 2006. — № 1 (4).
- Время преподобного Иосифа Волоцкого в истории русского богословия // Вестник Свято-Пафнутьева Боровского монастыря. 2006. — № 3. — С. 6.
- Созидание Русской Палестины продолжается // Православный паломник. 2006. — № 1 (26). — С. 14-16.
- Зима с летом встретились // Московская перспектива. 14 февраля 2006 г. — № 6. — С. 4.
- Правда Вознесения // Московская перспектива. 30 мая 2006 г. — № 20. — С. 4.
- Дом Пресвятой Троицы // Московская перспектива. 6 июня 2006 г. — № 21. — С. 4.
- Кувуклия Гроба Господня. Историческая справка // http://www.deti-mira.ru/hram/history.php
- Преподобный старец Макарий (Иванов) и издательская деятельность Оптиной пустыни // http://www.21v.ru/avarya/Makaryi/Makaryi.htm. - Русский вариант доклада на конференции в Бозе. Ср. — № 189.
- Штаб церковной стратегии. Из истории ОВЦС // Московская перспектива № 26. 11 июля 2006; № 27. 18 июля 2006; № 28. 25 июля 2006.
- Императорское Православное Палестинское Общество и Дом Романовых // Московская перспектива. 3 октября 2006 г. — № 39. — С. 4.
- Под Покровом Богородицы // Московская перспектива. 10 октября 2006 г. — № 40. — С. 4.
- Юбилей митрополита. (К 60-летию Председателя ОВЦС, митрополита Смоленского и Калининградского Кирилла) // Московская перспектива. 10 октября 2006 г. — № 40. — С. 4.
- Разгребание песка. Зачем миру затворники. [О Святителе Феофане Затворнике. Беседа с корреспондентом] // Фома. 2006. — № 11. — С. 89-93.
- Русское духовное и политическое присутствие в Святой Земле и на Ближнем Востоке в XIX — начале XX вв. Автореферат диссертации на соискание ученой степени доктора исторических наук. — М., 2007. 39 с.
- Императорское Православное Палестинское Общество: век XIX-XX-XXI // Отечественная история. 2007. — № 1.
- Императорское Православное Палестинское Общество: век XIX-XX-XXI // Православный Палестинский сборник. Вып. 105. М. 2007. — С. 16-43.
- Православие византийское, русское, вселенское: мера свободы и благодать смиренных // Религии мира. История и современность. 2005. — М., «Наука». 2007. — С. 9-21.
- Иерофей, Патриарх Антиохийский, и его деятельность по материалам российских архивов // Православный Палестинский сборник. Вып. 105. М. 2007. — С. 209—229. — В соавторстве.
- Основательница Державы. (1050 лет крещения княгини Ольги) // Клиония. Традиции и современность. Ежегодник. 2007. — М., 2007. — С. 8-19. — В соавторстве.
- Императорское Православное Палестинское Общество: 125 лет на службе России // Клиония. Традиции и современность. Ежегодник. 2007. — М., 2007. — С. 109—119.
- Игумен Даниил и его «Хождение»: пространство и время русского паломничества // «И то все видел своими очами». К 900-летию хождения игумена Даниила в Святую Землю. Каталог выставки. — М., «Индрик». 2007. — С. 10-15.
- Императорское Православное Палестинское Общество. 1882—2007. История, хроника, современность. М.,2007. 32 с. — В соавторстве.
- Возвращение Русской Палестины // Русские у Гроба Господня. Императорское Православное Палестинское Общество. 1882—1917. Фотовыставка. — М., 2007. — С. 3-6.
- А. Н. Муравьев и его книга «Путешествие ко святым местам в 1830 году» // Муравьев А. Н. Путешествие ко святым местам в 1830 году. — М., «Индрик». 2007. — С. 7-21.
- Предисловие // Киприан (Керн), архимандрит. Восхождение к Фаворскому свету. — М., 2007. — С. 5-16.
- Счастье Победы // Московская перспектива № 17. 8 мая 2007. — С. 1.
- Один народ — одна Церковь // Московская перспектива № 19. 22 мая 2007. — С. 4.
- Зреет час Преображенья // Московская перспектива № 31. 21 августа 2007. — С. 4.
- Афон — языческий, мирской, монашеский. Гениальный научный проект XIX века вышел в свет (Рец. На кн. «История Афона» еп. Порфирия (Успенского), изданную в 2007 г. под ред. П. В. Кузенкова). // Церковный вестник. 18 июля 2007.
- Елеонская гора // Православная энциклопедия. — М., 2008. — Т. XVIII : Египет древний — Эфес. — С. 310—317. — 39 000 экз. — ISBN 978-5-89572-032-5.

- Круг земной : Стихи и поэмы. — М. : Современник, 1989. — 149,[2] с. : ил.; 17 см; ISBN 5-270-00842-4
- Серафим Саровский. — М. : Кренов : Новатор, 1998. — 421,[1] с., [12] л. ил. : ил.; 22 см. — (РОСС. Российские судьбы : Жизнеописания, факты и гипотезы, портреты и документы в 30 книгах).
- Награды русской православной церкви / [Авт. и сост. Лисовой Николай Николаевич]. — М. : Ферт, 2001. — 78, [1] с.
  - Награды Русской православной церкви / [Сост. Лисовой Николай Николаевич]. — М. : Продюсерский Центр Ферт, 2003 (Тул. тип.). — 87 с. : цв. ил., портр.; 30 см; ISBN
- Чудотворные иконы : Обретение, чудотворения, молитвы. — М. : ОЛМА-пресс, 2002. — 270, [1] с. : цв. ил.; 29 см. — (Православные святыни).; ISBN 5-224-03375-6
- Патриархи московские : [Служение, деяния, лит. труды / Сост. Николай Николаевич Лисовой]. — М. : Олма-пресс, 2004.
- Русское духовное и политическое присутствие в Святой Земле и на Ближнем Востоке в XIX — начале XX в. — Москва : Индрик, 2006 (М. : ППП Типография «Наука»). — 510 с.; 25 см; ISBN 5-85759-327-1
- Родное и вселенское: К 60-летию Николая Николаевича Лисового / Императорское Православное палестинское о-во, Науч. совет РАН «Роль религий в истории», Паломнический центр Московского Патриархата; отв. ред. А. В. Назаренко. — Москва : Паломнический центр Московского Патриархата, 2006. — 431 с. : ил.,
- История: дар и долг: юбилейный сборник в честь Александра Васильевича Назаренко / отв. ред. Н. Н. Лисовой. — Москва : Императорское Православное Палестинское О-во ; Санкт-Петербург : Изд-во Олега Абышко, 2010. — 351 с., [1] л. портр.; 22 см; ISBN 978-5-903525-46-1
- Москва — Иерусалим: из истории Московского отделения Императорского Православного Палестинского Общества. — Москва : Индрик : Модиус Медиа, 2012. — 79 с. : цв. ил., портр.; 24 см; ISBN 978-5-91674-236-7
- Подворья ИППО в Иерусалиме; [Императорское Православное Палестинское о-во ]. — Москва : Индрик, 2012. — 159 с. : цв. ил., портр.; 25х26 см. — (Международный выставочный проект «К 130-летию Императорского Православного Палестинского о-ва»).; ISBN 978-5-91674-191-9
- Россия и Святая Земля в первой половине XIX века. Церковная политика на Православном Востоке. — Москва; Санкт-Петербург: Нестор-История, 2015. — 775 с.; 24 см; ISBN 978-5-4469-0729-8 (в соавторстве с И. Ю. Смирновой)
- Церковь, Империя, культура: очерки синодального периода; Ин-т российской истории РАН. — Москва : Индрик, 2016. — 566 с.; 22 см; ISBN 978-5-91674-414-9

- Откройте душу благодатным токам (Интервью о программе «Православный календарь») // Антенна. 11.08.1997. — № 30.
- «Время настоящее есть плод прошедшего» [Интервью] // Граждановедение (еженедельное приложение к «Учительской газете»). 23 августа 2001 г. — № 34. — С. 3.
- Душу народа не перестроить. [Интервью] // Российская Федерация сегодня. 2004. — № 22. — С. 33-35.
- Нет России без Православной Империи [Интервью] // Русский дом. 2006. — № 5. — С. 24-25.
- Быть или не быть Православной Империи [Интервью] // Русский дом. 2006. — № 7. — С. 30-31.
- «На страже духа — каждый день и час». [Интервью] // Московская перспектива. 24 октября 2006 г. — № 42. — С. 4.
- О живых и усопших [Интервью] // Радонеж. 2006. — № 9 (172). — С. 6-7.
- «МОСКОВСКИЙ ЗЛАТОУСТ»: НИКОЛАЮ НИКОЛАЕВИЧУ ЛИСОВОМУ — 60 ЛЕТ. Интервью с историком Николаем Николаевичем Лисовым // pravoslavie.ru, 23 октября 2006
- Если вынуть из России стержень православия — ничего не останется. Интервью. // РФ сегодня. — № 6. 2007.